# Probaenia nobilis
Probaenia nobilis es una especie de insecto coleóptero de la familia Chrysomelidae.
Fue descrita científicamente en 1877 por Chapuis.